# こわれもの
『こわれもの』（Fragile）は、イングランドのプログレッシブ・ロック・バンド、イエスが1971年に発表した4作目のアルバム。

## 解説
ストローブスのリック・ウェイクマンを迎えて、後に黄金期メンバーと呼ばれるラインナップが発表した最初の作品。バンドが演奏する4曲とメンバーのソロの5曲から構成されている。
ウェイクマンが作曲者に名を連ねていないのは、ストローブスのメンバーとしてA&Mレコードと結んだ契約がまだ残っていたからだった。彼は権利関係の問題が起きることを危惧して、メンバーの協力を得て録音した自作「ハンドル・ウィズ・ケア」をソロ作品として収録することを諦めざるを得ず、代わりにブラームスの交響曲第4番第3楽章をキーボードで多重録音した「キャンズ・アンド・ブラームス」を収録した。
本作のレコーディングは、数日の休日を除いて毎日16時間の労働で4週間から5週間かけて行なわれた。ウェイクマンの談によれば、アルバム名はレコーディング中のバンドの状態から名づけられた。
本作は、ロジャー・ディーンがジャケット・デザインを担当した最初のイエスのアルバムである。

## 収録曲
A面
1. ラウンドアバウト - "Roundabout" (アンダーソン、ハウ)
シングルカットされ、全米13位を記録。
ビデオゲーム「GTA5」のLos Santos Rock Radio,2012年日本のテレビアニメ「ジョジョの奇妙な冒険」のエンディングテーマなどにも使用される。
2. キャンズ・アンド・ブラームス (交響曲第4番ホ短調第3楽章) - "Cans and Brahms" (ブラームス)
リック・ウェイクマンがブラームスの交響曲第4番第3楽章をキーボードで多重録音した。
3. 天国への架け橋 - "We Have Heaven" (アンダーソン)
ジョン・アンダーソンのボーカルの多重録音。
4. 南の空 - "South Side of the Sky" (アンダーソン、スクワイア)

B面
1. 無益の5% - "5% for Nothing" (ブルーフォード)
ビル・ブルーフォード作曲の32小節の小曲で、バンド演奏をしている。このタイトルは、前任のマネージャーに支払い続けなければならないロイヤリティについての皮肉。
2. 遥かなる想い出 - "Long Distance Runaround" (アンダーソン)
3. ザ・フィッシュ - "The Fish (Schindleria Praematurus)" (スクワイア)
クリス・スクワイアの7拍子の曲で、「遥かなる思い出」とメドレー形式になっている。タイトルはスクワイアのあだ名で、その由来は彼が長湯（という言い訳）をしてしょっちゅう遅刻し、バンドのスケジュールを狂わすところから来ている。
4. ムード・フォー・ア・デイ - "Mood for a Day" (ハウ)
前作での「クラップ」に続くスティーヴ・ハウのアコースティック・ギター・ソロ。
5. 燃える朝やけ - "Heart of the Sunrise" (アンダーソン、スクワイア、ブルーフォード)
前半部にギターが8分の6拍子、ベースとドラムが4分の4拍子のポリリズムを展開する箇所がある。
終了後に天国への架け橋のリフレインが再登場する。(隠しトラック扱い)
1998年米映画『バッファロー'66』、2000年日本のテレビドラマ『QUIZ』、2011年「日産・ジューク」のTV-CMに使用される。

## 再発盤

### リマスター盤
2003年にCDのリマスター盤が発売された。音質の向上が図られている他、「アメリカ」と「ラウンドアバウトのアーリー・ラフ・ミックス版」が追加収録されている。

### ティム・ウェイドナーによる5.1ch.サラウンド盤
2002年にDVD-Audioでリリースされている。『マグニフィケイション』でイエスと共同プロデュースを担当したティム・ウェイドナーのリミックスにより5.1chでマルチ・サラウンド化され、さらに96kHz/24bitでマスタリングされているためCDより高音質で聴く事が出来る。尚、ドルビーデジタルやdts音声も収録されているので、DVD-Audioに対応していないプレイヤーでも再生は可能。ボーナス・トラックとして「アメリカ」が収録されている。2011年には、DVD-Audioと同一のマスターをDSDに変換した音源が使用されたハイブリッドSACD（品番：WPCR-14167）がリリースされた。なお、1970年代のイエスのアルバムのマルチ・サラウンド盤は、この後2013年にリリースされた『危機』まで存在しなかった。

### スティーヴン・ウィルソンによる5.1ch.サラウンド盤
2015年にブルーレイ・オーディオでリリースされている。ミックスはスティーヴン・ウィルソン。2015年にミックスされた24bit/96kHzのサラウンド及びステレオ・トラックの他、上記の2002年盤サラウンド、24ビット/192kHzに変換されたオリジナル・ステレオミックス、LPを再生して24/96に変換したニードルドロップ盤音声トラック等も同時収録されている。紙ジャケット仕様。オリジナルLPに付いていたフォト・ブックも縮小サイズで同封されている。

## レコーディング・メンバー
- ジョン・アンダーソン – ボーカル
- スティーヴ・ハウ – ギター、ボーカル
- クリス・スクワイア – ベース・ギター、ボーカル、ギター
- リック・ウェイクマン – ハモンドオルガン、ピアノ、エレクトリック・ピアノ、ハープシコード、メロトロン、ミニモーグ
- ビル・ブルーフォード – ドラムス、パーカッション